# فرودگاه سایول
فرودگاه سایول (به انگلیسی: Sywell Aerodrome) (به زبان بومی: Northampton/Sywell Aerodrome) یک فرودگاه خصوصی با کد یاتا ORM است که یک باند فرود چمن دارد و طول باند آن ۶۷۱ متر است. این فرودگاه در کشور انگلستان قرار دارد و در ارتفاع ۱۲۹ متری از سطح دریا واقع شده است.